# Inmigración salvadoreña en Honduras
Inmigración de ciudadanos salvadoreños hacia la república de Honduras, por diferentes causas.  

## SigloXIX
El común fundacional de los Estados de El Salvador y Honduras fue el ideal de independencia que se alzó en la primera década del presente siglo, cinco nuevos estados nacieron bajo la hermandad y parentesco que les unía desde iniciada la cultura Clovis; El Salvador y Honduras han mantenido más fuertes esos lazos a través de los tiempos y se lo han demostrado cuando el primer Golpe de Estado sucedido el 10 de mayo de 1827 en Honduras contra la jefatura de Dionisio de Herrera se sucito y fue la nación salvadoreña gobernada por Mariano Vidaurre fue la primera en prestar ayuda a Francisco Morazán, tanto de hombres como de armas, para emprender la libertad de Honduras y es así como se fundó el Ejército Aliado Protector de la Ley. Entre los oficiales salvadoreños del ejército en mención, estaban: Carlos Salazar Castro, Máximo Menéndez, Vicente Hueso, entre otros. 
El doctor Francisco Cruz Castro llegó a ser Presidente de Honduras, siendo hijo del señor José María Cruz inmigrante mexicano y de la señora Rumualda Castro de origen salvadoreña.
Honduras como un estado y organizado, emitió la Ley a favor de la Inmigración en la presidencia del Capitán general José María Medina, ese fue el primer llamado para que los extranjeros llegasen a la nación a establecerse; seguidamente fue el doctor Marco Aurelio Soto quien reformó la república y dio gran importancia al extranjero que deseaba residir en Honduras, debido al capital económico que traería y eso sustentaría su base fundamental de Modernización del Estado; cuando el General Luis Bográn era presidente, se dio otra importancia a los extranjeros que llegaban al territorio nacional, es así que Bográn nombró a Antonio Ramón Vallejo, para que elaborara un Censo general de la República de Honduras mismo que fue levantado un 15 de junio de 1887, en el registraba que los extranjeros en Honduras eran: 185 norteamericanos, 77 españoles, 72 franceses, 1,033 ingleses, 43 alemanes, 4 rusos, 2 suizos, 13 italianos, 4 belgas, 2 daneses, 1 holandés, 1 portugués, 1 brasileño y 1 chino, sin contar los centroamericanos (El Salvador, Guatemala, Nicaragua, Belice, Costa Rica, Panamá) y otros ciudadanos hispanoamericanos de México y de Colombia, en 1889 el censo poblacional total de Honduras arrojaba la cantidad de 300,000 habitantes dispersos por todo el territorio nacional.
En 1884 el doctor Macario Araujo, de origen salvadoreño y con residencia en Santa Rosa de Copán es nombrado como rector de la Universidad Nacional de Occidente que funciona de esa ciudad.

## SigloXX
La costa norte de Honduras se convierte en un atractivo sitio para las empresas estadounidenses United Fruit Company y Standard Fruit Company quienes adquieren terrenos con el fin de cultivar y producir bananos para la gran demanda de Norteamérica y la exportación hacia Europa. Es así que los empleadores estadounidenses se vieron en la necesidad de contratar tanto trabajadores hondureños, como a los inmigrantes de El Salvador, Guatemala y en menor cantidad de Nicaragua. 
En la década de los años diez el doctor Ciro Mora, de origen salvadoreño se establece en la ciudad de Santa Rosa de Copán y que llegó a ser alcalde municipal de la ciudad en dos ocasiones, fue promotor de la construcción del mercado municipal en 1909, laboró en el Hospital de Occidente en 1910 y fue miembro de sus directivas.
La salvadoreña María Graciela Amaya Barrientos se establece en Honduras y ejerce como educadora, además de escritora es ferviente activista feminista y luchadora del Feminismo en Honduras movimiento popular por los derechos políticos. 
La inmigración de salvadoreños para laborar en los campos bananeros hondureños, inicio propiamente en 1911, la facilidad de las Leyes de inmigración de Honduras beneficiaban tanto a todos los extranjeros que estuvieran empadronados y con ánimo de establecer su residencia en el país de destino; en 1930 habían emigrado alrededor de 25 000 personas y al final de la década de los años cuarenta había 40 000. En el año de 1953 existían 35 000 trabajadores y bajó considerablemente a 16 000 en 1959 debido a la implementación de la mecanización en las empresas bananeras hondureñas.
En los años 1960 la densidad de población en El Salvador era alta, alrededor de 150 habitantes por km cuadrado, mientras que en Honduras era de 20 habitantes por km cuadrado, esto tuvo como consecuencia una emigración de campesinos salvadoreños hacia Honduras en busca de trabajo y tierra.
A finales de la década de los sesenta, había nuevamente casi 300,000 salvadoreños viviendo en tierras hondureñas, muchos de ellos unidos ya por lazos de familia con hondureños.
Los trabajadores salvadoreños en los platanares hondureños alcanzó hasta un 30% en un recuento laboral de 1969.
El olvido del gobierno salvadoreño hacia sus compatriotas fuera del país y del gobierno hondureño sobre temas laborales no se tocaba en las representaciones diplomáticas de ambas naciones. Mientras la administración hondureña simplemente acató la implementación de la Ley Agraria, sobre aquellos inmigrantes que no contaban con títulos de propiedad de tierra legal y siendo director del Instituto Nacional Agrario (INA) el señor Rigoberto Sandoval Corea, entre 1968 a 1971 aconteció el problema armado de las hermanas repúblicas de Honduras y El Salvador no fue político, ni de fútbol, sino por temas agrarios, ya que se desalojaron unas 55 familias salvadoreñas en el sector de Guanchías.
La despreciable Guerra del Fútbol o de las Cien Horas que inició un 14 de julio de 1969 entre los dos países rompió los lazos de hermandad y amistad, cientos de familias quedaron tanto separadas como atrapadas dentro problema fronterizo que abarcó el norte de El Salvador y desde los departamentos hondureños de Ocotepeque hasta Choluteca. La paz volvió a los dos países los cuales buscarón nuevas formas de evitar otro conflicto.
En la década de los setenta, la república de El Salvador comenzó una revolución democrática modernizadora, varias empresas estadounidenses como la Texas Instruments y Maidenform se establecierón en el territorio, pagaban a los trabajadores salvadoreños la cantidad de 4 US$ dólares, mientras que la posesión de la tierra era el problema perenne; por consiguiente, en 1971 la diferencia económica se volvió estratosférica, seis familias salvadoreñas poseían tanta tierra como el 80% de la población rural combinada, el gobierno recurrió a medidas agrarias, pero en 1979 se volvió insostenible, ya que comenzaron a aparecer grupos armados pro defensa de los campesinos, los trabajadores, los obreros, etc este fue el detonante de la guerra civil salvadoreña.

## Éxodo salvadoreño
En la década de los ochenta, otra vez migrantes salvadoreños tuvieron que viajar hacia Honduras, esta vez escapando de la Guerra Civil que se habían declarado el gobierno y la guerrilla del FMLN y sus alianzas armadas. La organización de la Iglesia católica Caritas fue la encargada de garantizar que los alrededor de 60,000 refugiados salvadoreños que estuvieran protegidos y gozando de derechos civiles en Honduras de acuerdo a ACNUR, pero el gobierno de los Estados Unidos de América -asesor militar, tanto de Honduras como de El Salvador- veía la forma de hacer negocio de dicha guerra fratricida, alquilo diez helicópteros HUEY y vendió armas por cantidad de 3.5 Millones US$ dólares a las Fuerzas Armadas de Honduras para que defendiera su frontera con El Salvador, asimismo mediante la negativa del Subsecretario de Defensa de Estados Unidos Fred Ikle, para poner fin a las negociaciones, las fuerzas armadas salvadoreñas recibieron apoyo militar, para desvaratar a la guerrilla, que según informantes se escondía entre los campesinos civiles, el 11 de marzo de 1984 aviones estadouidenses de reconocimiento ayudaron a escoger blancos dentro de poblados civiles; alrededor de 10 mil campesinos que residían en las laderas del volcán Guazapa fueron bombardeados, con toneladas de bombas entre Napalm y otras no atómicas; debido a este horror, muchos abandonaron sus casas y decidieron buscar ásilo en Honduras, Guatemala o emprender el largo viaje hacia México o los Estados Unidos de América.  
En 1988 el censo poblacional de la República de Honduras, arrojaba el siguiente dato de salvadoreños en territorio hondureño: La evidencia indica que los 7773 migrantes salvadoreños se localizan de preferencia en los departamentos de Cortés (25.5 por ciento) y Francisco Morazán (14 por ciento).
En el año 2013 mediante la Agencia de Promoción de Exportaciones e Inversiones de El Salvador (PROESA) 25 empresas que pertenecen a los sectores de: alimentos, agroindustria, confección, productos de metalmecánica y aluminio, desarrollo de software, servicios de ingeniería y consultoría, entre otros, buscan la forma de invertir en Honduras que se ha convertido en el segundo destino de las exportaciones salvadoreñas y también fue el 5° proveedor de productos para El Salvador, que importó un total de US$ 464 millones de dólares en productos hondureños.

## Relaciones El Salvador-Honduras
Las relaciones diplomáticas entre los dos países se renovaron una vez firmado el Tratado de Paz bilateral, en la república del Perú, asimismo se conoce a Guatemala, El Salvador y Honduras como el Triángulo Norte de Centroamérica y dentro del Plan Trifinio y de cooperación, libre comercio y libre entrada en sus fronteras. 
En el año 2013 el embajador salvadoreño Carlos de Jesús Pozo, junto al cónsul general de Tegucigalpa, Hugo Rodríguez Cardoza y la consejera de prensa, Marta Eugenia Sánchez, presentaron en Honduras "la campaña de registro de salvadoreños" residiendo en Honduras.

## Aportes
Entre los aportes que ha recibido Honduras con la llegada del flujo salvadoreño, se ha aportado capital para fuentes de trabajo, intercambios culturales, estudios, investigaciones, turismo, gastronomía, deportes, etc.